# Armadillidium subdentatum
Armadillidium subdentatum är en kräftdjursart som beskrevs av William Aitcheson Haswell 1882. Armadillidium subdentatum ingår i släktet Armadillidium och familjen klotgråsuggor. Inga underarter finns listade i Catalogue of Life.